# 1988 RR
1988 RR är en asteroid i huvudbältet som upptäcktes den 13 september 1988 av de båda japanska astronomerna Seiji Ueda och Hiroshi Kaneda i Kushiro.
Asteroiden har en diameter på ungefär 3 kilometer.